# Kardanantrieb

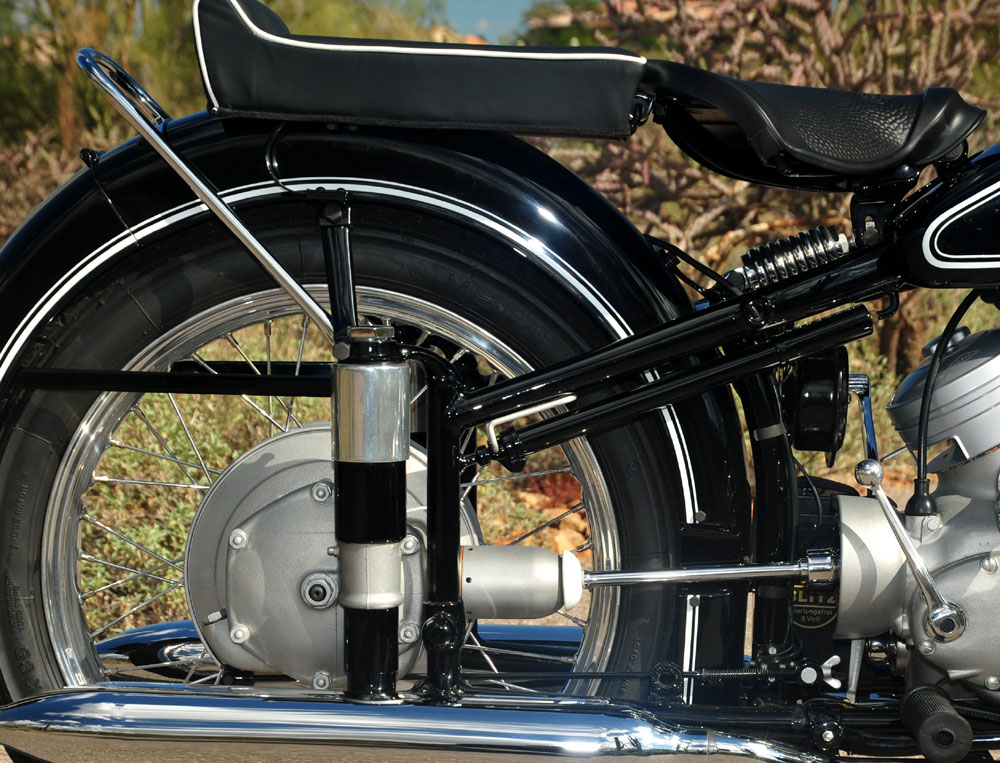
Kardanantrieb bei einer BMW R 68 mit zwei Kardangelenken

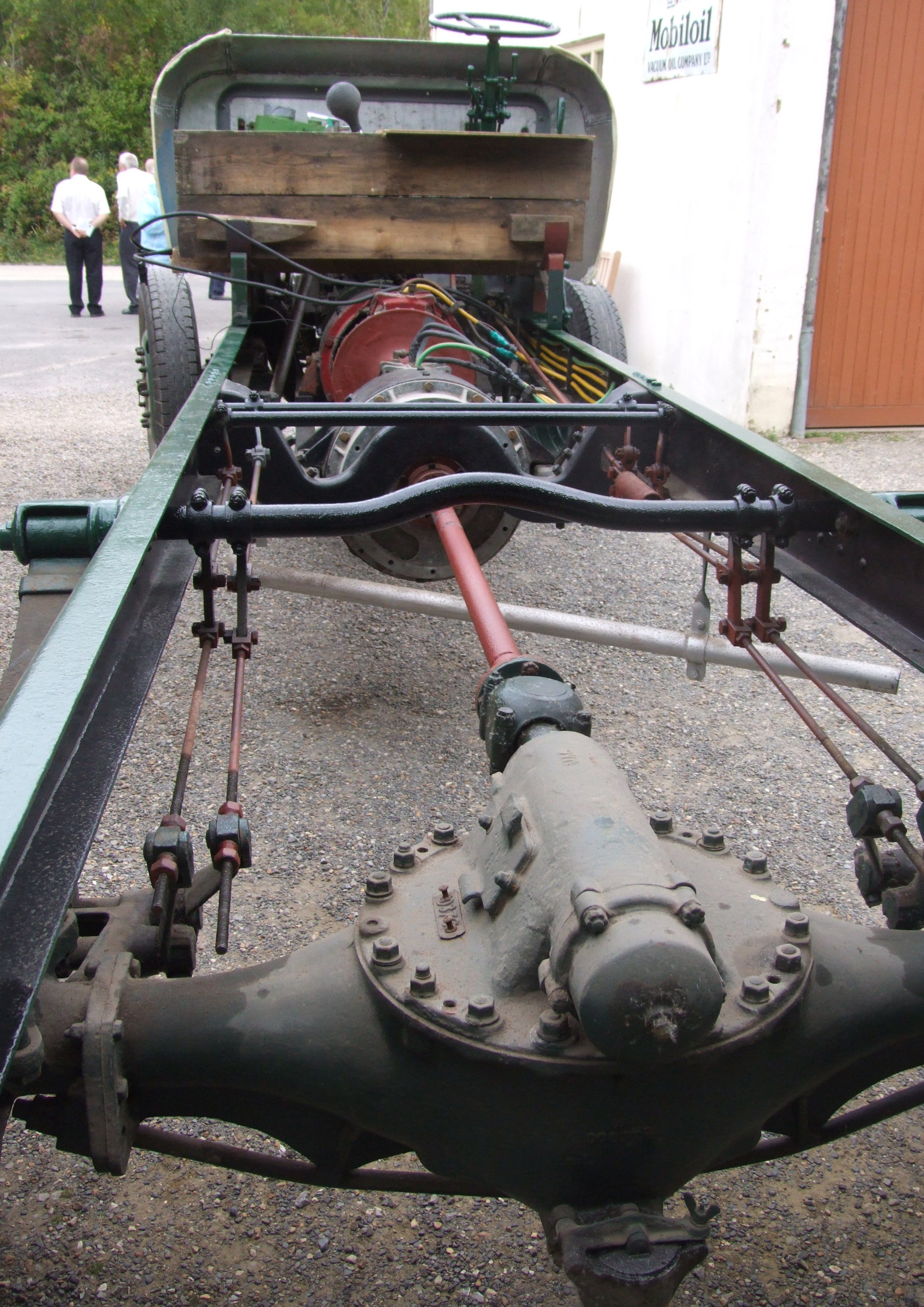
Kardanwelle (Bildmitte, rot) bei einem Bus mit Motor vorn und angetriebener Hinterachse

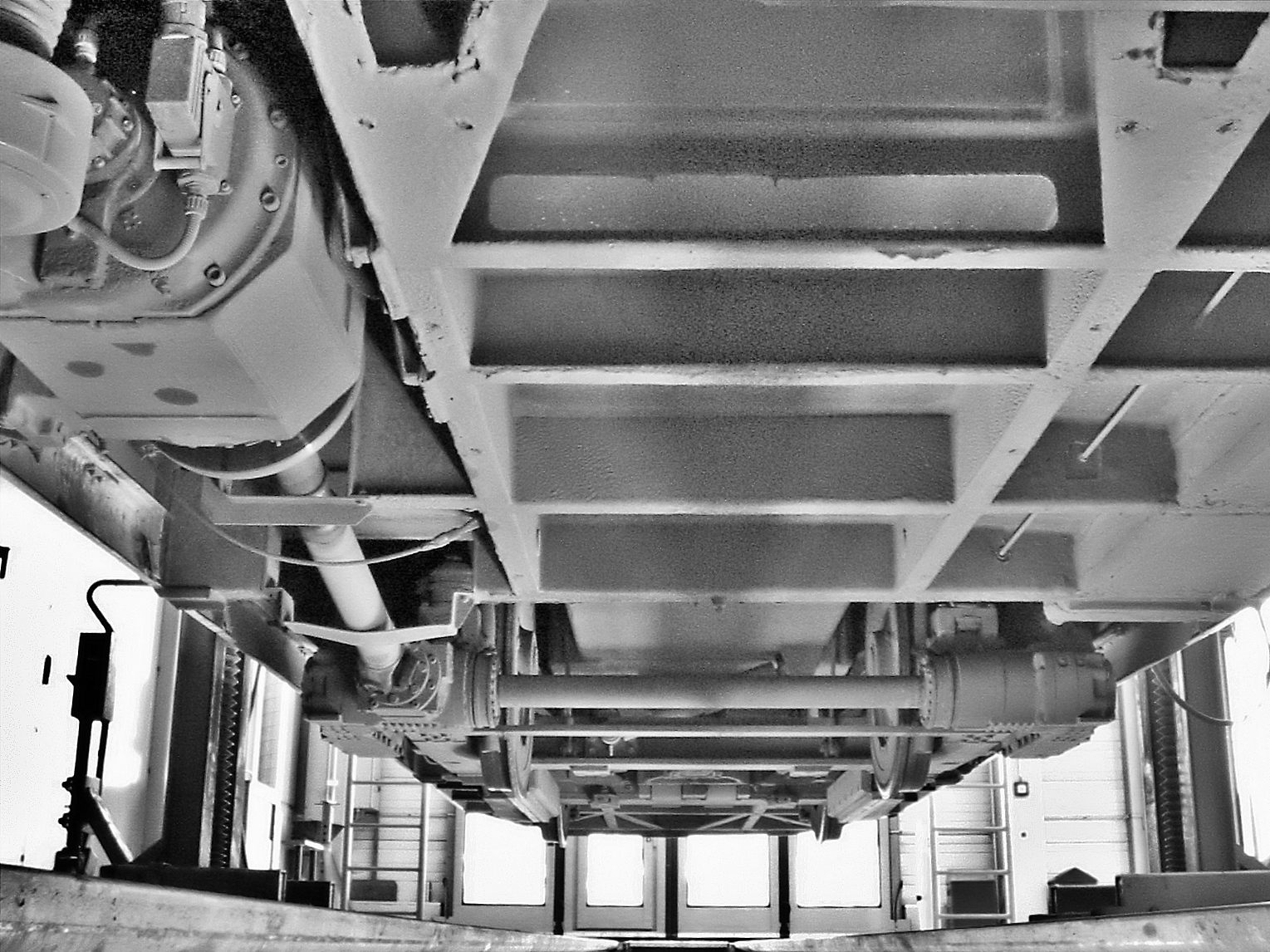
Motor mit Kardanwelle (links) in einer Straßenbahn Typ Bombardier GT6M

Der Kardanantrieb überträgt in vielen Kraftfahrzeugen das Drehmoment vom Getriebe zur Antriebsachse. Das zentrale Bauteil dafür ist die Kardanwelle, eine Welle mit einem oder zwei Kardangelenken an den Enden. Sie verläuft bei vielen Pkw-Modellen durch einen Kardantunnel, den man vom Passagierraum des Fahrzeugs aus am Boden als Aufwölbung sehen kann.
Ein Kardanantrieb ist bei Autos, die Frontmotor und Hinterradantrieb haben, üblich. Auch einige Motorräder haben einen Kardanantrieb, die meisten haben aber einen Kettenantrieb. Kardanantrieb kommt ebenfalls bei Schienenfahrzeugen vor, wenn der Motor nicht unmittelbar beim angetriebenen Radsatz angebracht werden kann, beispielsweise bei einigen Triebwagen in Niederflurtechnik.
Der Name leitet sich ab vom Mathematiker und Arzt Gerolamo Cardano, der das dem Kardangelenk zugrunde liegende kinematische Prinzip in der kardanischen Aufhängung für astronomische Instrumente und den Kompass anwandte.
Bei Fahrrädern gibt es eine Alternative zum Kettenantrieb, der auch Kardanantrieb genannt wird, obwohl dabei kein Kardangelenk vorkommt. An den Enden dieser Welle befindet sich je ein Kegelradgetriebe. Bei Rädern mit schwingender Hinterradgabel hat diese Hinterradschwinge ihre Drehachse in der Antriebsachse des vorderen Kegelradgetriebes. Das dazugehörende Kegelrad auf der Welle und damit die Welle selbst machen beim Schwingen eine kleine sekundäre oszillierende Drehung, die den Antrieb des Hinterrades unwesentlich stört.